# Dypsis utilis
Espèce
Synonymes
- Vonitra utilis Jum.[1] [2]

Statut de conservation UICN

 EN B2ab(ii,iii,v) : En danger
Dypsis utilis est une espèce de plantes de la famille des Arecaceae.

## Publication originale
- Palms of Madagascar 364. 1995.